# Historia de la noche
Historia de la noche es un libro de poemas y textos breves en prosa del escritor argentino Jorge Luis Borges. Fue publicado por Emecé, en 1977.
El libro reúne veinticinco poemas en los que se reiteran los temas típicos de la obra borgeana: el tiempo, la eternidad, escritores, cuchilleros, personajes y animales mitológicos, menciones bíblicas, tratados con el estilo de Borges.
A los poemas, se agregan seis escritos en prosa: “El condenado” (un cuento muy breve sobre cuchilleros); “Alguien”” (la creación de Las mil y una noches); “El tigre”, (una evocación de la infancia); “Un escollo”, (Ulises regresando a Itaca); “El juego” (un suceso insignificante que cobra importancia por la sucesión de causas y efectos); y “El caballo” (en el que interviene la figura de Alejandro de Macedonia).